# Emblyna linda
Emblyna linda là một loài nhện trong họ Dictynidae.
Loài này thuộc chi Emblyna. Emblyna linda được Ralph Vary Chamberlin & Willis J. Gertsch miêu tả năm 1958.